# 岡村隆志
岡村 隆志（おかむら たかし、1964年9月4日 - 2025年4月25日）は、日本のプロレスラー、空手家。

## 経歴
士道館の師範兼選手として活躍。
1994年6月14日、WARにおいて武輝道場所属選手としてデビュー。その後、望月成晃、多留嘉一、河野圭一らとWARを主体に他団体へ参戦。
1999年1月、闘龍門が武輝道場を吸収合併し、闘龍門JAPANを設立。同団体の代表取締役社長に就任。
2004年7月、闘龍門JAPANが闘龍門からの独立を発表。7月4日、神戸ワールド記念ホールでの『闘龍門JAPAN旗揚げ5周年記念大会』を機に団体名をDRAGON GATEへ改称。
2018年5月7日、病気療養のため、取締役会で退任が決定。
2019年3月、株式会社STH.（同年5月にSTWに改称）を設立、代表取締役となった。CIMA率いる「#STRONGHEARTS」の事務所となっている。
その後も病気療養中であったが、2025年4月25日、死去した。60歳没。

## エピソード
- 武輝道場時代は、その容姿からデビルマンとあだ名され、ヘアスタイルやコスチュームなどはデビルマンを意識したものだった。
- 闘龍門JAPAN時代は、「一番プロレスが下手だから」という理由により、選手らの満場一致で代表取締役社長になったという。
- 選手間の抗争などに決着をつける際のマッチメイクや、大規模会場での試合をリング上で決定することから、「即決社長」と呼ばれたこともある。選手にとって極めて厳しい条件でのマッチメイクや、その入場曲から「デビルマン社長」の異名も持つ。選手活動の傍ら経営者としての才能にも長け、プロレス業界が不況のさなか観客収容率は常時90%を超えるなど闘龍門JAPAN時代から黒字を出し続けている。以前勤務していたヤクルト本社ではずば抜けた営業成績を残しており、チケット販売などの営業面で高い手腕を発揮した。
- お笑いコンビナインティナインの岡村隆史とは同音異字である。過去には、負ければリングネームを『岡村隆志』から『岡村隆史』へ変更するという試合が組まれたが勝利したことで変更は免れた。